# Bukit Putus Alur Canang
Bukit Putus Alur Canang är en kulle i Indonesien.   Den ligger i provinsen Aceh, i den västra delen av landet, 1 500 km nordväst om huvudstaden Jakarta. Toppen på Bukit Putus Alur Canang är 68 meter över havet.
Terrängen runt Bukit Putus Alur Canang är platt.Runt Bukit Putus Alur Canang är det glesbefolkat, med 13 invånare per kvadratkilometer. Närmaste större samhälle är Langsa, 8,8 km norr om Bukit Putus Alur Canang. I omgivningarna runt Bukit Putus Alur Canang växer i huvudsak städsegrön lövskog.